# Bandera de Baden-Württemberg
La bandera de Baden-Württemberg està definida oficialment per la constitució de l'estat de l'11 de novembre de 1953. La bandera civil està formada per dues franges que la divideixen horitzontalment, sent la superior de color negra i la inferior groga. La ràtio és 3:5.
Prèviament, el 25 d'abril de 1952 els estats de Baden del Sud (Württemberg-Bade) i Württemberg-Hohenzollern es varen unir per donar lloc a l'actual estat de Baden-Württemberg. El qual ja va adoptar a partir del setembre del mateix any la bandera actual.

## Bandera d'estat

Bandera d'Estat amb les armes majors.

Bandera d'Estat amb les armes menors.

Juntament amb la bandera civil, a la mateixa constitució s'adopta una bandera d'estat que pot tenir dos dissenys diferents, segons si carrega les armes menors (Kleines Landeswappen) o les armes majors (Mittleres Landeswappen) de l'estat. Les armes van col·locades al centre de la bandera.
- Les armes majors estan formades per l'escut amb els 3 lleons de la casa de Hohenstaufen, senyors del ducat de Schaben i coronats per una banda amb els 6 escuts dels territoris més importants de Baden-Württemberg. Començant per l'esquerra trobem primer el del Ducat d'Ostfranken, el de la dinastia dels Hohenzollern, el del Gran Ducat de Baden, el del comtat de Württemberg, el de Kurpfalz, i el d'Austria (amb el que es vol simbolitzar les zones frontereres de Breisgau, Alt Neckar, Alt Danubi, Oberschwaben i Westallgäu).
- Les armes menors estan formades pel mateix escut dels Hohenstaufen però coronat amb una corona popular (Volkskrone).

L'ús de les armes queda recollit per llei. Així, les armes majors són utilitzades pel govern, el primer ministre, els ministeris, el representant del Govern Federal, els tribunals superiors de justícia, l'oficina d'auditoria i els governs dels districtes. Les armes menors són utilitzades per les altres agències governamentals.